# (473096) 2015 HU162
(473096) 2015 HU162 es un asteroide perteneciente al cinturón de asteroides, descubierto el 18 de septiembre de 2011 por el equipo del Mount Lemmon Survey desde el Observatorio del Monte Lemmon, Arizona, Estados Unidos.

## Designación y nombre
Designado provisionalmente como 2015 HU16.

## Características orbitales
2015 HU162 está situado a una distancia media del Sol de 3,110 ua, pudiendo alejarse hasta 3,321 ua y acercarse hasta 2,899 ua. Su excentricidad es 0,067 y la inclinación orbital 2,534 grados. Emplea 2003 días en completar una órbita alrededor del Sol.

## Características físicas
La magnitud absoluta de 2015 HU162 es 16,7.